# Anders Aukland
Anders Aukland (ur. 12 września 1972 w Tønsbergu) – norweski lekkoatleta i biegacz narciarski, medalista igrzysk olimpijskich i trzykrotny medalista mistrzostw świata i zdobywca FIS Marathon Cup. Dwukrotny zwycięzca klasyfikacji generalnej cyklu biegów długodystansowych Visma Ski Classics.

## Kariera
Anders Aukland był lekkoatletą, był mistrzem Norwegii w biegu na 5000 metrów (z 1995) i 10 000 metrów (w latach 1996 i 1997), trzykrotnie zdobywał złoto mistrzostw kraju w biegu przełajowym (w 1994 na 20 kilometrów, a w 1996 i 1997 na 3 kilometry). Na mistrzostwach Europy juniorów w Salonikach w 1991 roku zajął 7. miejsce na 5000 metrów.
W Pucharze Świata w biegach narciarskich zadebiutował w sezonie 1992/1993. Pierwszy raz na podium stanął w sezonie 2000/2001 zajmując drugie miejsce w biegu na 50 km stylem klasycznym w norweskim Oslo. W sumie 6 razy zwyciężał w zawodach Pucharu Świata, a 13 razy stawał na podium. Najlepsze wyniki osiągnął w sezonie 2001/2002, kiedy to zajął trzecie miejsce w klasyfikacji generalnej.
W 2001 r. zadebiutował na mistrzostwach świata biorąc udział w mistrzostwach w Lahti. Zajął tam 7. miejsce w biegu na 15 km oraz 9 w biegu na 30 km stylem klasycznym. mistrzostwa świata w Val di Fiemme były najbardziej udanymi w jego karierze. Wraz z Frode Estilem, Tore Ruudem Hofstadem i Thomasem Alsgaardem zdobył złoty medal w sztafecie. Ponadto na tych samych mistrzostwach zdobył srebrny medal w biegu na 30 km techniką klasyczną, ulegając jedynie Thomasowi Alsgaardowi. Dwa lata później, na mistrzostwach świata w Oberstdorfie zdobył srebrny medal w biegu na 50 km stylem klasycznym przegrywając jedynie z Frode Estilem. Na swoich ostatnich mistrzostwach rozgrywanych w Sapporo w 2007 r. wystartował tylko w biegu na 50 km techniką klasyczną, w którym zajął 16. miejsce.
Jego olimpijskim debiutem były igrzyska w Salt Lake City. W startach indywidualnych otarł się o podium zajmując 4. miejsce w biegu na 15 km techniką klasyczną, a w biegu łączonym na 20 km oraz w biegu na 50 km stylem klasycznym był siódmy. Jednak najważniejszym osiągnięciem Auklanda na tych igrzyskach było wywalczenie razem z Estilem, Alsgaardem i Kristenem Skjeldalem złotego medalu w sztafecie 4 × 10 km. Startował także na igrzyskach olimpijskich w Turynie, ale tam jego najlepszym wynikiem było 20. miejsce w biegu na 15 km techniką klasyczną. Na późniejszych igrzyskach już nie startował.
Startuje także w zawodach cyklu FIS Marathon Cup, najlepsze wyniki osiągając w sezonie 2004/2005, kiedy zajął pierwsze miejsce w klasyfikacji generalnej. 7 marca 2004 r. Anders Aukland wygrał szwedzki bieg Vasaloppet z czasem 3:48:42.2 h. Brat Andersa, Jørgen, zajął wtedy 3. miejsce. Aukland był dopiero drugim Norwegiem w historii, który wygrał ten bieg. Pierwszym był Ole Ellefsæter, zwycięzca z 1971 r.
Aukland obecnie mieszka w Oslo.

## Osiągnięcia

### Igrzyska olimpijskie
| Miejsce | Dzień     | Rok  | Miejscowość    | Konkurencja          | Czas biegu | Strata  | Zwycięzca             |
| ------- | --------- | ---- | -------------- | -------------------- | ---------- | ------- | --------------------- |
| 4.      | 12 lutego | 2002 | Salt Lake City | 15 km st. klasycznym | 37:07,4    | +1:00,9 | Andrus Veerpalu       |
| 7.      | 14 lutego | 2002 | Salt Lake City | 2 × 10 km łączony    | 49:48,9    | +21,9   | Thomas Alsgaard       |
| 1.      | 17 lutego | 2002 | Salt Lake City | Sztafeta 4 × 10 km   | 1:32:45,5  | –       | –                     |
| 28.     | 12 lutego | 2006 | Turyn          | 2 × 15 km łączony    | 1:17:00,8  | +2:29,8 | Jewgienij Diemientjew |
| 20.     | 17 lutego | 2006 | Turyn          | 15 km st. klasycznym | 38:01,3    | +1:52,3 | Andrus Veerpalu       |

### Mistrzostwa świata
| Miejsce | Dzień     | Rok  | Miejscowość   | Konkurencja             | Czas biegu | Strata  | Zwycięzca           |
| ------- | --------- | ---- | ------------- | ----------------------- | ---------- | ------- | ------------------- |
| 7.      | 15 lutego | 2001 | Lahti         | 15 km stylem klasycznym | 39:26,0    | +59,5   | Per Elofsson        |
| 9.      | 17 lutego | 2001 | Lahti         | 2 × 10 km łączony       | 47:15,5    | +1:17,6 | Per Elofsson        |
| 2.      | 19 lutego | 2003 | Val di Fiemme | 30 km stylem klasycznym | 1:12:29,3  | +0,6    | Thomas Alsgaard     |
| 1.      | 25 lutego | 2003 | Val di Fiemme | Sztafeta 4 × 10 km      | 1:31:56,4  | –       | –                   |
| 2.      | 27 lutego | 2005 | Oberstdorf    | 50 km stylem klasycznym | 2:30:10,1  | +0,7    | Frode Estil         |
| 16.     | 4 marca   | 2007 | Sapporo       | 50 km stylem klasycznym | 2:20:12,6  | +2:54,7 | Odd-Bjørn Hjelmeset |

### Puchar Świata

#### Miejsca w klasyfikacji generalnej
- sezon 1992/1993: 77.
- sezon 1994/1995: 66.
- sezon 1995/1996: 49.
- sezon 1996/1997: 72.
- sezon 1997/1998: 33.
- sezon 1998/1999: 51.
- sezon 1999/2000: 51.
- sezon 2000/2001: 22.
- sezon 2001/2002: 3.
- sezon 2002/2003: 10.
- sezon 2003/2004: 13.
- sezon 2004/2005: 143.
- sezon 2005/2006: 50.
- sezon 2006/2007: 98.
- sezon 2008/2009: 87.
- sezon 2009/2010: 138.

#### Zwycięstwa w zawodach
| Nr | Dzień        | Rok  | Miejscowość   | Konkurencja          | Czas biegu  |
| -- | ------------ | ---- | ------------- | -------------------- | ----------- |
| 1. | 24 listopada | 2001 | Kuopio        | 15 km st. klasycznym | 38:55.0 min |
| 2. | 8 grudnia    | 2001 | Cogne         | 10 km st. klasycznym | 23:18.6 min |
| 3. | 8 stycznia   | 2002 | Val di Fiemme | 30 km st. klasycznym | 1:15:01.4 h |
| 4. | 14 grudnia   | 2002 | Cogne         | 30 km st. klasycznym | 1:22:34.6 h |
| 5. | 28 listopada | 2003 | Ruka          | 15 km st. klasycznym | 37:35.4 min |
| 6. | 25 stycznia  | 2004 | Val di Fiemme | 70 km st. klasycznym | 3:09:03.5 h |

#### Miejsca na podium
| Nr  | Dzień        | Rok  | Miejscowość   | Konkurencja            | Czas biegu  | Strata  | Pozycja | Zwycięzca            |
| --- | ------------ | ---- | ------------- | ---------------------- | ----------- | ------- | ------- | -------------------- |
| 1.  | 10 marca     | 2001 | Oslo          | 50 km st. klasycznym   | 2:22:52.0 h | +41.7 s | 2       | Per Elofsson         |
| 2.  | 24 listopada | 2001 | Kuopio        | 15 km st. klasycznym   | 38:55.0 min | –       | 1       |                      |
| 3.  | 8 grudnia    | 2001 | Cogne         | 10 km st. klasycznym   | 23:18.6 min | –       | 1       |                      |
| 4.  | 5 stycznia   | 2002 | Val di Fiemme | 2 × 10 km bieg łączony | 47:17.8 min | +32.0 s | 3       | Per Elofsson         |
| 5.  | 8 stycznia   | 2002 | Val di Fiemme | 30 km st. klasycznym   | 1:15:01.4 h | –       | 1       |                      |
| 6.  | 23 marca     | 2002 | Lillehammer   | 58 km st. klasycznym   | 2:24:45.1 h | +46.4 s | 2       | Thomas Alsgaard      |
| 7.  | 14 grudnia   | 2002 | Cogne         | 30 km st. klasycznym   | 1:22:34.6 h | –       | 1       | ex aequo Frode Estil |
| 8.  | 12 stycznia  | 2003 | Otepää        | 30 km st. klasycznym   | 1:20:26.1 h | +1.3 s  | 2       | Jörgen Brink         |
| 9.  | 8 marca      | 2003 | Oslo          | 50 km st. klasycznym   | 2:17:32.3 h | +34.8 s | 2       | Andrus Veerpalu      |
| 10. | 28 listopada | 2003 | Ruka          | 15 km st. klasycznym   | 37:35.4 min | –       | 1       |                      |
| 11. | 10 stycznia  | 2004 | Otepää        | 30 km st. klasycznym   | 1:15:18.7 h | +0.6 s  | 2       | Frode Estil          |
| 12. | 25 stycznia  | 2004 | Val di Fiemme | 70 km st. klasycznym   | 3:09:03.5 h | –       | 1       |                      |
| 13. | 5 marca      | 2006 | Mora          | 90 km st. klasycznym   | 4:34:15.0 h | +6.0 s  | 3       | Daniel Tynell        |

### FIS Worldloppet Cup(FIS Marathon Cup)

#### Miejsca w klasyfikacji generalnej
- sezon 2003/2004: 14.
- sezon 2005/2006: 12.
- sezon 2007/2008: 1.
- sezon 2008/2009: 5.
- sezon 2009/2010: 5.
- sezon 2010/2011: 5.
- sezon 2011/2012: 2.
- sezon 2012/2013: 3.
- sezon 2013/2014: 28.
- sezon 2014/2015: 18.
- sezon 2016: 23.
- sezon 2017: 22.

#### Miejsca na podium
| Nr  | Dzień       | Rok  | Zawody             | Dystans                 | Czas biegu  | Strata      | Pozycja | Zwycięzca           |
| --- | ----------- | ---- | ------------------ | ----------------------- | ----------- | ----------- | ------- | ------------------- |
| 1.  | 7 marca     | 2004 | Vasaloppet         | 90 km stylem klasycznym | 3:48:42.0 h | –           | 1.      | –                   |
| 2.  | 18 marca    | 2006 | Birkebeinerrennet  | 54 km stylem klasycznym | 2:52:13.0 h | –           | 1.      | –                   |
| 3.  | 16 grudnia  | 2007 | La Sgambeda        | 42 km stylem dowolnym   | 1:45:22.9 h | +0.1 s      | 2.      | Jerry Ahrlin        |
| 4.  | 13 stycznia | 2008 | Jizerská padesátka | 50 km stylem klasycznym | 2:12:32.2 h | –           | 1.      | –                   |
| 5.  | 28 stycznia | 2008 | Marcialonga        | 70 km stylem klasycznym | 3:09:32.7 h | –           | 1.      | –                   |
| 6.  | 2 marca     | 2008 | Vasaloppet         | 90 km stylem klasycznym | 4:13:45.0 h | +3:29.0 min | 2.      | Jørgen Aukland      |
| 7.  | 15 marca    | 2008 | Birkebeinerrennet  | 54 km stylem klasycznym | 2:24:33.0 h | +1.0 s      | 2.      | Stanislav Řezáč     |
| 8.  | 21 lutego   | 2010 | Tartu Maraton      | 63 km stylem klasycznym | 2:59:41.0 h | –           | 1.      | –                   |
| 9.  | 20 marca    | 2010 | Birkebeinerrennet  | 54 km stylem klasycznym | 2:27:19.0 h | –           | 1.      | –                   |
| 10. | 9 stycznia  | 2011 | Jizerská padesátka | 50 km stylem klasycznym | 2:05:40.4 h | –           | 1.      | –                   |
| 11. | 20 lutego   | 2011 | Tartu Maraton      | 63 km stylem klasycznym | 2:41:23.0 h | +1.0 s      | 2.      | Jerry Ahrlin        |
| 12. | 29 stycznia | 2012 | Marcialonga        | 70 km stylem klasycznym | 2:55:37.3 h | +1.7 s      | 2.      | Jørgen Aukland      |
| 13. | 17 marca    | 2012 | Birkebeinerrennet  | 54 km stylem klasycznym | 2:21:34.0 h | –           | 1.      | –                   |
| 14. | 13 stycznia | 2013 | Jizerská padesátka | 50 km stylem klasycznym | 2:12:19.4 h | –           | 1.      | –                   |
| 15. | 27 stycznia | 2013 | Marcialonga        | 70 km stylem klasycznym | 2:58:21.3 h | +16.0 s     | 3.      | Jørgen Aukland      |
| 16. | 17 lutego   | 2013 | Tartu Maraton      | 63 km stylem klasycznym | 2:45:01.7 h | +0.6 s      | 3.      | Simen Østensen      |
| 17. | 25 stycznia | 2015 | Marcialonga        | 70 km stylem klasycznym | 2:05:15.8 h | +2,6 s      | 2.      | Tord Asle Gjerdalen |

### Visma Ski Classics

#### Miejsca w klasyfikacji generalnej
- sezon 2011: 3.
- sezon 2012: 1.
- sezon 2013: 1.
- sezon 2014: 5.
- sezon 2014/2015: 2.
- sezon 2015/2016: 5.
- sezon 2016/2017: 6.
- sezon 2017/2018: 4.
- sezon 2018/2019: 13.
- sezon 2019/2020: 20.
- sezon 2021: 18.
- sezon 2021/2022: 22.